# Hygrochroa merlona
Hygrochroa merlona är en fjärilsart som beskrevs av William Schaus 1939. Hygrochroa merlona ingår i släktet Hygrochroa och familjen silkesspinnare. Inga underarter finns listade i Catalogue of Life.